# Hul (Bibel)
Hul (hebräisch חוּל ḥûl, altgriechisch ουλ ul) ist im Alten Testament der zweitälteste Sohn Arams, Enkel Sems und Urenkel Noachs.

## Biblischer Bericht
Hul wird nur in der Völkertafel in Gen 10,23  und im Stammbaum 1 Chr 1,17  erwähnt. Seine Brüder heißen Uz, Geter und Masch. Der Abschnitt Gen 10,22–23  der Völkertafel, in dem Hul und seine Brüder erwähnt werden, gehört der Priesterschrift an.